# Sander Arends
Sander Arends (Leeuwarden, Países Bajos, 9 de agosto de 1991) es un tenista profesional neerlandés.

## Carrera
Su ranking más alto a nivel individual fue el puesto N.º 1057, alcanzado el 12 de enero de 2015. A nivel de dobles, que es su modalidad principal, alcanzó el puesto N.º 55 el 16 de julio de 2018.
Ha ganado 1 títulos ATP y 22 títulos de la categoría ATP Challenger Tour en la modalidad de dobles.
En 2017, hizo su debut en el cuadro principal de Grand Slam en la modalidad de dobles junto a Hsien-Yin Peng en el Campeonato de Wimbledon 2017. Entrando como lucky loser, perderían en primera ronda ante Johan Brunstrom y Andreas Siljestrom en 5 set.

## Títulos ATP (5; 0+5)

### Dobles (5)
| Leyenda                         |
| Grand Slam (0)                  |
| ATP Wourld Tour Finals (0)      |
| ATP Masters 1000 World Tour (0) |
| ATP World Tour 500 series (1)   |
| ATP World Tour 250 series (4)   |

| No. | Fecha                  | Torneo    | Superficie    | Pareja          | Oponentes en la final                 | Resultado           |
| --- | ---------------------- | --------- | ------------- | --------------- | ------------------------------------- | ------------------- |
| 1.  | 18 de julio de 2021    | Bastad    | Tierra batida | David Pel       | Andre Begemann Albano Olivetti        | 6-4, 6-2            |
| 2.  | 9 de noviembre de 2024 | Metz      | Dura (i)      | Luke Johnson    | Pierre-Hugues Herbert Albano Olivetti | 6-4, 3-6, [10-3]    |
| 3.  | 5 de enero de 2025     | Hong Kong | Dura          | Luke Johnson    | Karen Khachanov Andrey Rublev         | 7-5, 4-6, [10-7]    |
| 4.  | 20 de abril de 2025    | Barcelona | Tierra batida | Luke Johnson    | Joe Salisbury Neal Skupski            | 6-3, 6-7(1), [10-6] |
| 5.  | 20 de julio de 2025    | Bastad    | Tierra batida | Guido Andreozzi | Adam Pavlásek Jan Zieliński           | 6-7(4), 7-5, [10-6] |

#### Finalista (3)
| N.º | Fecha               | Torneo   | Superficie    | Pareja           | Oponentes en la final               | Resultado           |
| --- | ------------------- | -------- | ------------- | ---------------- | ----------------------------------- | ------------------- |
| 1.  | 23 de julio de 2017 | Bastad   | Tierra batida | Matwé Middelkoop | Julian Knowle Philipp Petzschner    | 2-6, 6-3, [7-10]    |
| 2.  | 29 de junio de 2018 | Antalya  | Hierba        | Matwé Middelkoop | Marcelo Demoliner Santiago González | 5-7, 7-6(6), [8-10] |
| 3.  | 14 de marzo de 2021 | Marsella | Dura (i)      | David Pel        | Lloyd Glasspool Harri Heliövaara    | 5-7, 6-7(4)         |

## Challengers
| Nr. | Fecha                    | Torneo               | Superficie        | Pareja                   | Finalistas                                | Resultado Final        |
| --- | ------------------------ | -------------------- | ----------------- | ------------------------ | ----------------------------------------- | ---------------------- |
| 1.  | 15 de noviembre de 2015  | Mouilleron-le-Captif | Dura(i)           | Adam Majchrowicz         | Aleksandr Bury Andreas Siljeström         | 6–3, 5–7, [10–8]       |
| 2.  | 30 de abril de 2016      | Ostrava              | Tierra batida     | Tristan-Samuel Weissborn | Lukáš Dlouhý Hans Podlipnik-Castillo      | 7–68, 6–74, [10–5]     |
| 3.  | 15 de mayo de 2016       | Heilbronn-2          | Tierra batida     | Tristan-Samuel Weissborn | Nikola Mektić Antonio Šančić              | 6–3, 6–4               |
| 4.  | 23 de octubre de 2016    | Brest                | Dura (i)          | Mateusz Kowalczyk        | Marco Chiudinelli Luca Vanni              | 6–72, 6–3, [10–5]      |
| 5.  | 3 de septiembre de 2017  | Como                 | Tierra batida     | Antonio Šančić           | Aliaksandr Bury Kevin Krawietz            | 7–61, 6–2              |
| 6.  | 15 de octubre de 2017    | Ortisei              | Dura (i)          | Antonio Šančić           | Jeremy Jahn Edan Leshem                   | 6–2, 5–7, [13–11]      |
| 7.  | 29 de octubre de 2017    | Brest                | Dura (i)          | Antonio Šančić           | Scott Clayton Divij Sharan                | 6–4, 7–5               |
| 8.  | 5 de noviembre de 2017   | Eckental             | Carpet (i)        | Roman Jebavý             | Ken Skupski Neal Skupski                  | 6–2, 6–4               |
| 9.  | 19 de noviembre de 2017  | Brescia              | Carpet (i)        | Sander Gillé             | Luca Margaroli Tristan-Samuel Weissborn   | 6–2, 6–3               |
| 10. | 1 de abril de 2018       | Saint-Brieuc         | Dura (i)          | Tristan-Samuel Weissborn | Luke Bambridge Joe Salisbury              | 4–6, 6–1, [10–7]       |
| 11. | 13 de mayo de 2018       | Braga                | Tierra batida     | Adil Shamasdin           | Ariel Behar Miguel Ángel Reyes-Varela     | 6–2, 6–1               |
| 12. | 27 de enero de 2019      | Rennes               | Dura (i)          | Tristan-Samuel Weissborn | David Pel Antonio Šančić                  | 6–4, 6–4               |
| 13. | 28 de abril de 2019      | Nanchang             | Tierra batida (i) | Tristan-Samuel Weissborn | Alex Bolt Akira Santillan                 | 6–2, 6–4               |
| 14. | 27 de julio de 2019      | Tampere              | Dura              | David Pel                | Ivan Nedelko Alexander Zhurbin            | 6–0, 6–2               |
| 15. | 1 de septiembre de 2019  | Mallorca             | Dura (i)          | David Pel                | Karol Drzewiecki Szymon Walków            | 7–5, 6–4               |
| 16. | 23 de febrero de 2020    | Koblenz              | Dura (i)          | David Pel                | Julian Lenz Yannick Maden                 | 7–64, 7–63             |
| 17. | 30 de agosto de 2020     | Praga-2              | Tierra batida     | David Pel                | André Göransson Gonçalo Oliveira          | 7–5, 7–6(5             |
| 18. | 2 de abril de 2022       | Saint-Brieuc         | Dura (i)          | David Pel                | Jonathan Eysseric Robin Haase             | 6-3, 6-3               |
| 19. | 7 de mayo de 2022        | Mauthausen           | Tierra batida     | David Pel                | Johannes Haerteis Benjamin Hassan         | 6-4, 6-3               |
| 20. | 8 de octubre de 2022     | Mouilleron-le-Captif | Dura (i)          | David Pel                | Purav Raja Divij Sharan                   | 6–7(1), 7–6(6), [10–6] |
| 21. | 14 de enero de 2023      | Oeiras Indoor II     | Dura (i)          | David Pel                | Patrik Niklas-Salminen Bart Stevens       | 6–3, 7–6(3)            |
| 22. | 16 de septiembre de 2023 | Rennes               | Dura (i)          | David Pel                | Antoine Escoffier Niki Kaliyanda Poonacha | 6–3, 6–2               |
| 23. | 3 de febrero de 2024     | Koblenz              | Dura (i)          | Sem Verbeek              | Jakob Schnaitter Mark Wallner             | 6–4, 6–2               |
| 24. | 2 de marzo de 2024       | Tenerife III         | Tierra batida     | Sem Verbeek              | Marco Bortolotti Sergio Martos Gornes     | 6–4, 6–4               |
| 25. | 9 de marzo de 2024       | Lugano               | Dura (i)          | Sem Verbeek              | Constantin Frantzen Hendrik Jebens        | 6–7(9), 7–6(1), [10–8] |
| 26. | 13 de julio de 2024      | Braunschweig         | Tierra batida     | Robin Haase              | Sriram Balaji Gonzalo Escobar             | 4–6, 6–4, [10–8]       |
| 27. | 3 de agosto de 2024      | Porto                | Dura              | Luke Johnson             | Joshua Paris Ramkumar Ramanathan          | 6-3, 6-2               |
| 28. | 14 de septiembre de 2024 | Rennes               | Dura (i)          | Grégoire Jacq            | Antoine Escoffier Joshua Paris            | 6-4, 6-2               |
| 29. | 21 de septiembre de 2024 | Saint-Tropez         | Tierra batida     | Luke Johnson             | André Göransson Sem Verbeek               | 3-6, 6-3, [10-4]       |
| 30. | 12 de abril de 2025      | Monza                | Tierra batida     | Luke Johnson             | Filippo Romano Jacopo Vasamì              | 6-1, 6-1               |